# 納德爾峰
46°06′31.5″N 7°51′51″E / 46.108750°N 7.86417°E

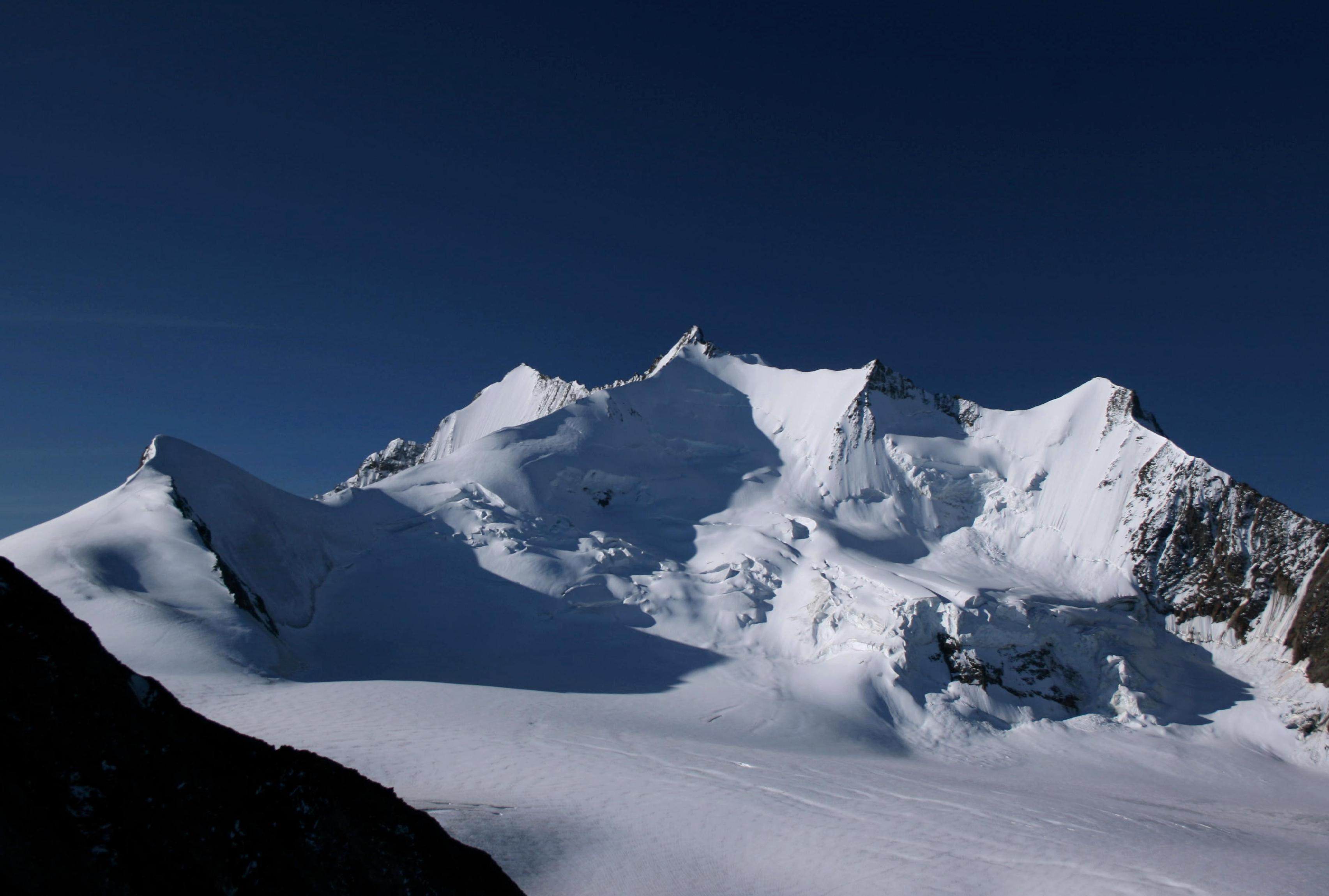

納德爾峰（Nadelhorn），是瑞士的山峰，位於該國南部，由瓦萊州負責管轄，屬於本寧阿爾卑斯山脈的一部分，海拔高度4,327米，人類在1858年9月16日首次登上該山峰。